# Grete Janus Hertz
Grete Janus Hertz, född 21 november 1915 i Köpenhamn, död 19 april 2002, var en dansk barnboksförfattare, pedagog, psykolog och översättare.
Hon tog lärarexamen 1937 och blev 1945 den första danska kvinnan att ta en kandidatexamen i psykologi.
Hon gav ut ett femtiotal barnböcker för små barn, varav flera översatts till andra språk. Utöver de egna böckerna översatte hon ett hundratal utländska verk till danska.
Grete Janus Hertz var gift med konstnären Mogens Hertz och var syster till författaren Bengt Janus Nielsen.